# Myślibórz
Myślibórz [mɨˈɕlʲibuʂ] (deutsch Soldin) ist eine Stadt im Südwesten der polnischen Woiwodschaft Westpommern. Sie ist Kreisstadt und Sitz der Stadt- und Landgemeinde Gmina Myślibórz im Powiat Myśliborski (Soldiner Kreis).

## Geographische Lage
Die Stadt liegt 20 Kilometer östlich von Chojna am Ausfluss der Myśla (Mietzel) aus dem Jezioro Myśliborskie (Soldiner See), auf 76 m ü. NHN, etwa 40 Kilometer nordwestlich der Stadt Gorzów Wielkopolski (Landsberg an der Warthe). Der Jezioro Myśliborskie ist Teil der 50 km² großen Myślibórz Seenplatte (Teil der Pommerschen Seenplatte); der Ausfluss der Myśla, die ein Nebenfluss der Oder ist, befindet sich am Südufer.

## Geschichte

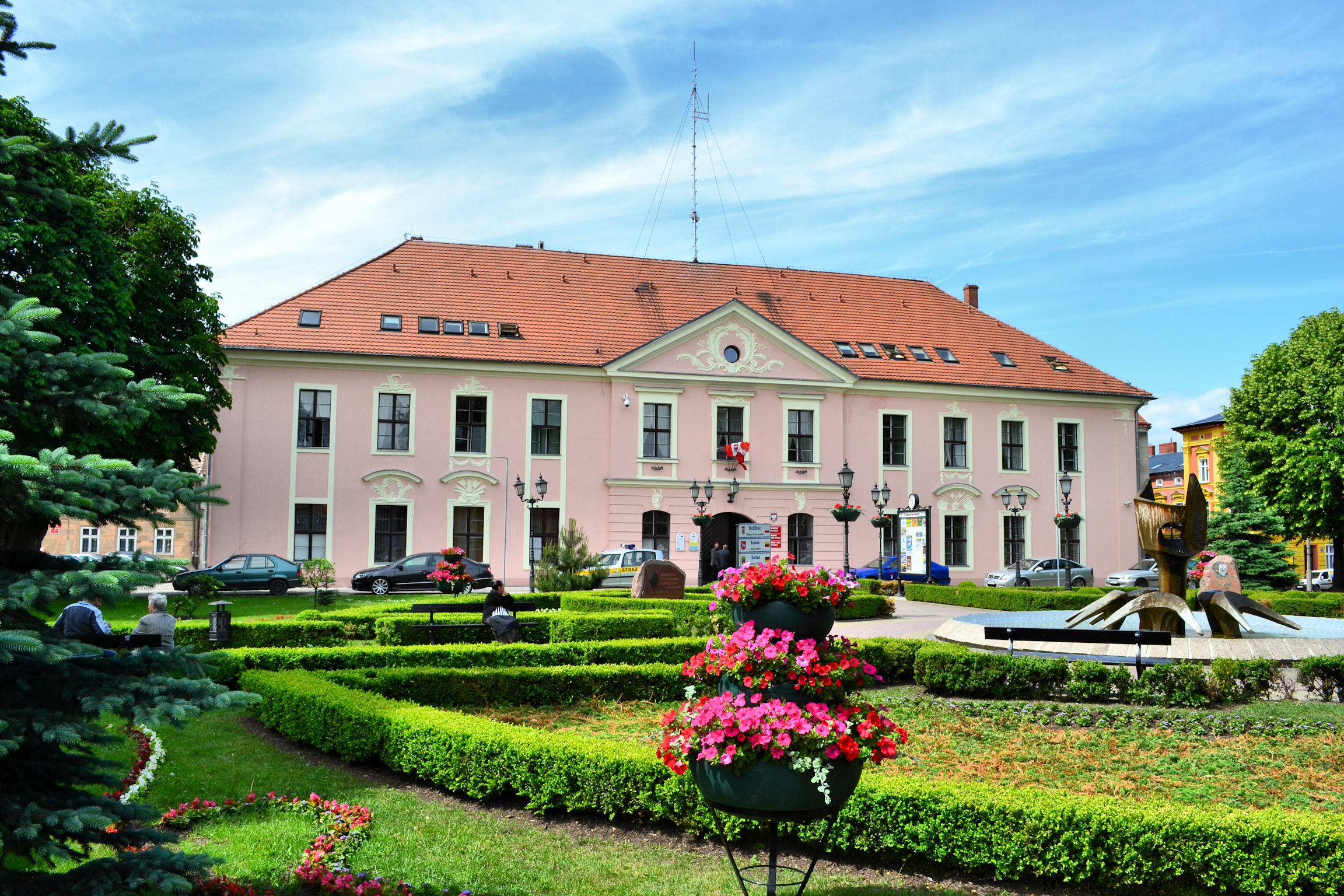
Rathaus Myślibórz

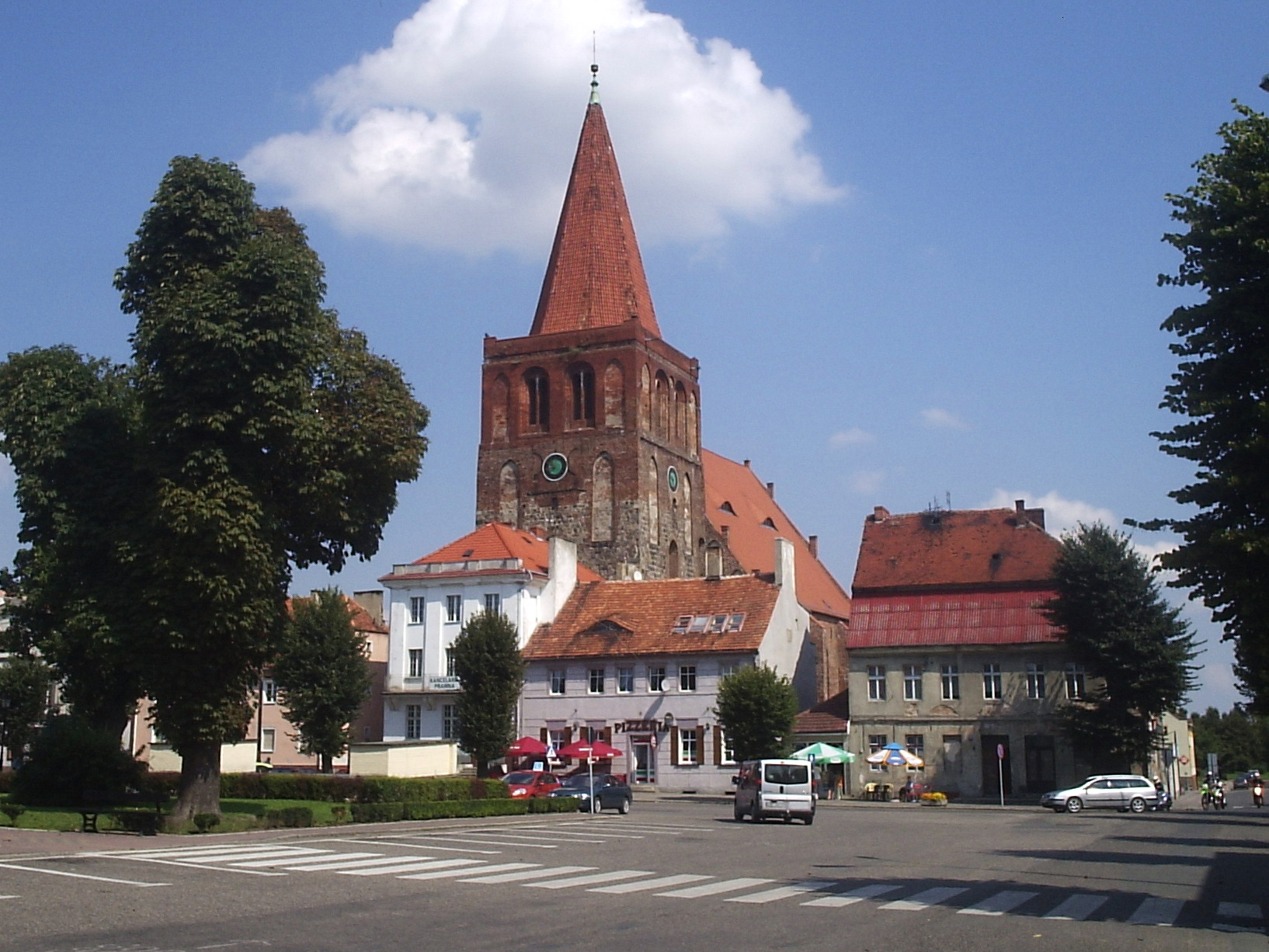
Marktplatz und St.-Johannes-Kirche

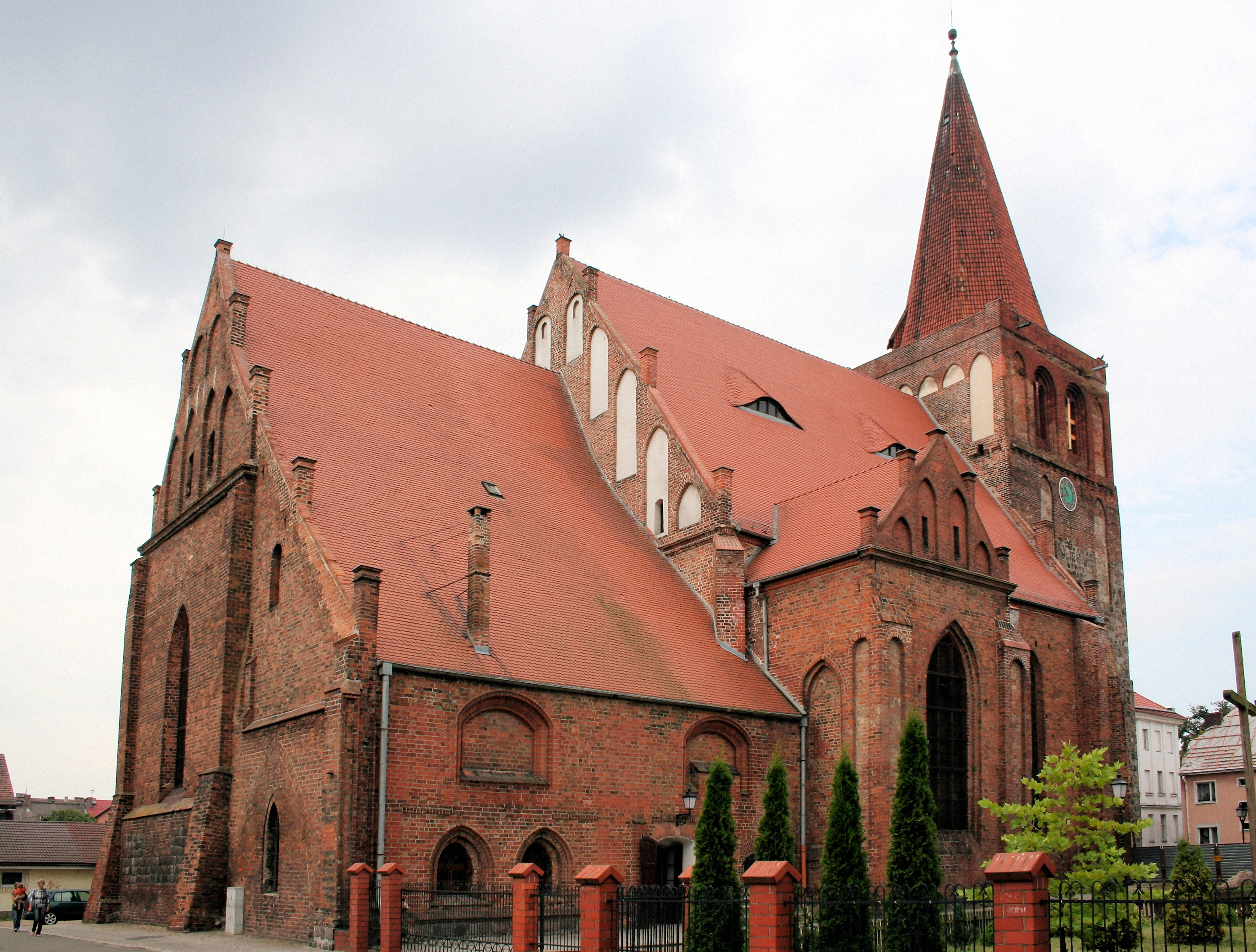
St.-Johannes-Kirche

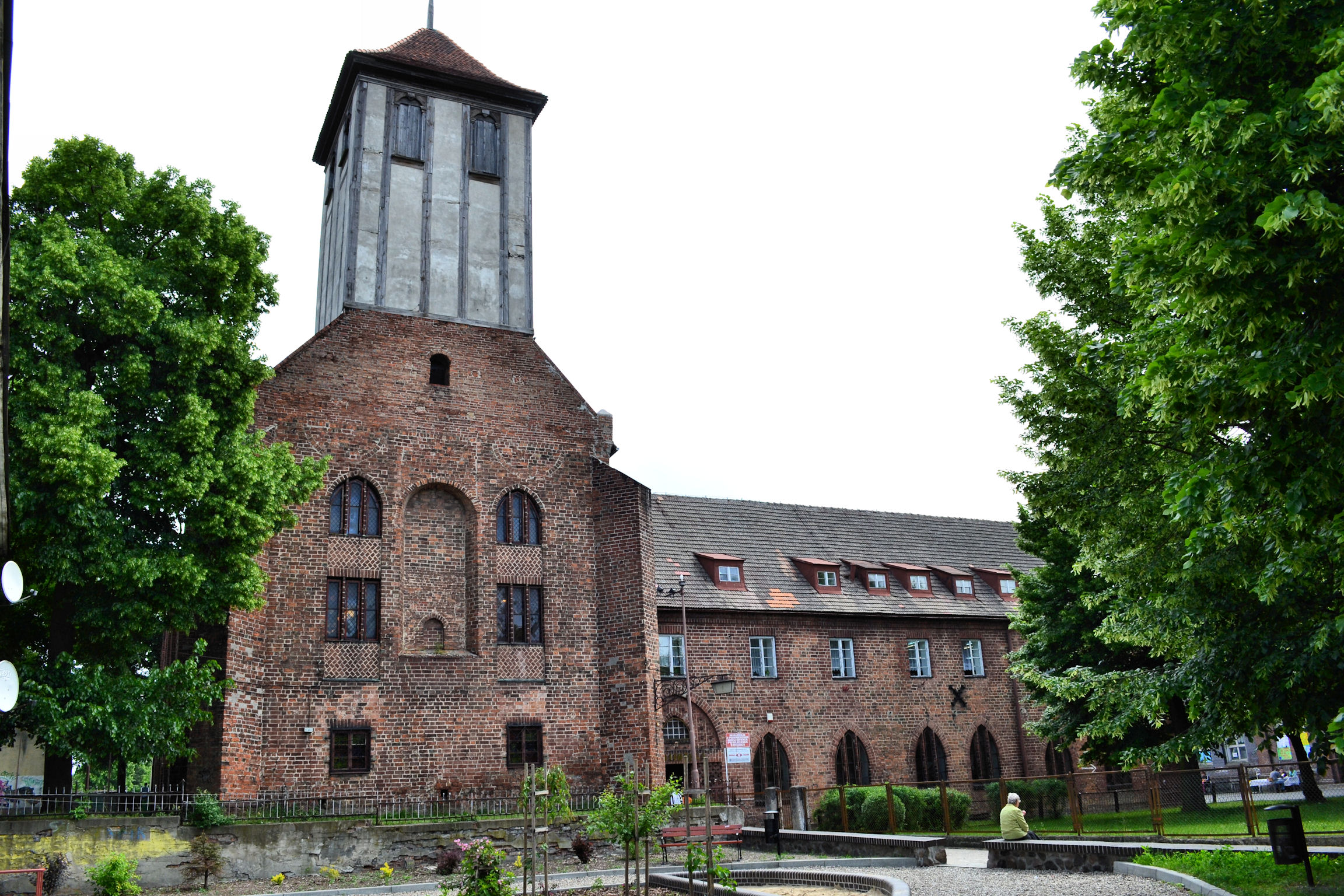
Ehemaliges Dominikanerkloster

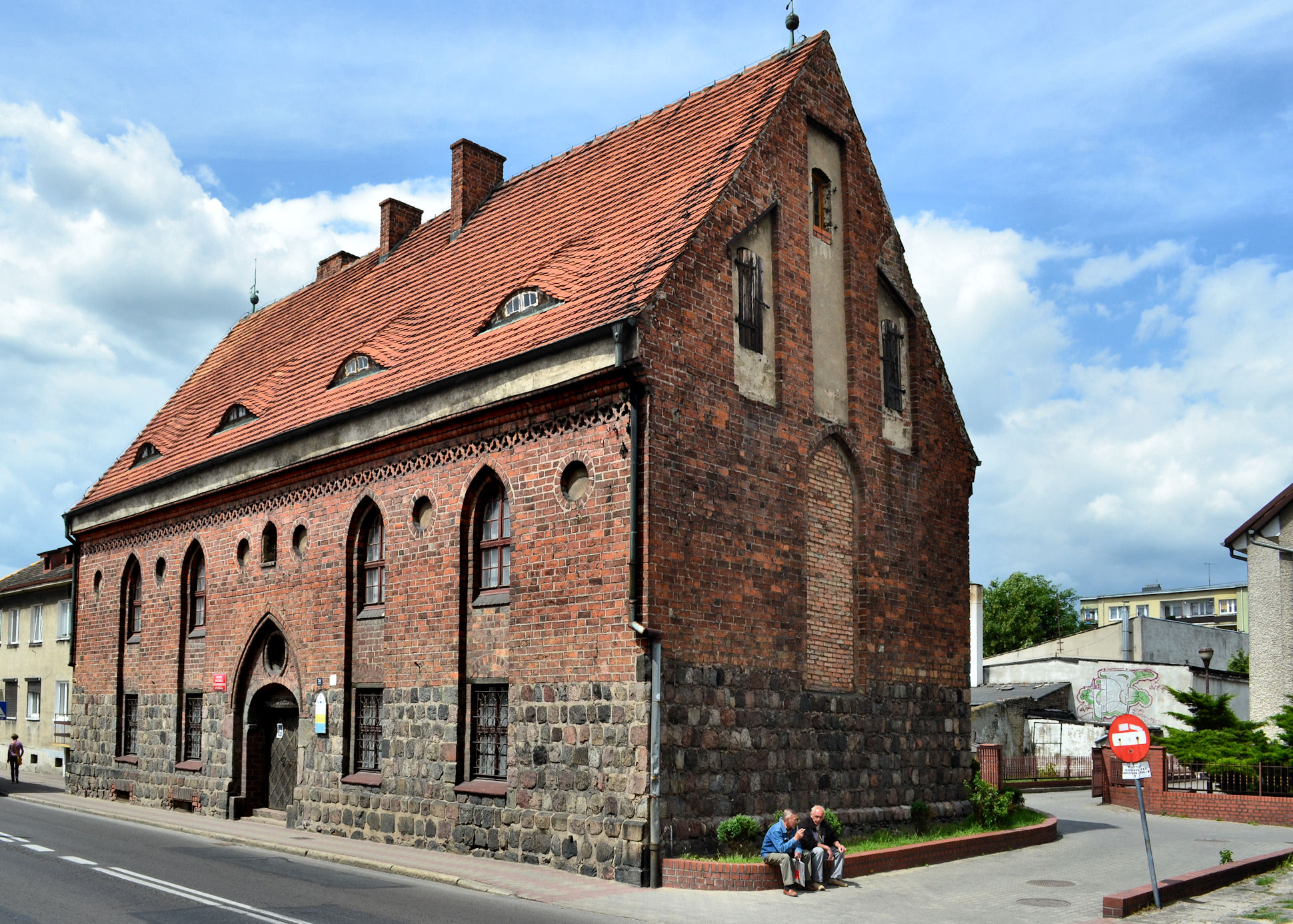
Heilig-Geist-Kapelle, heute Regionalmuseum

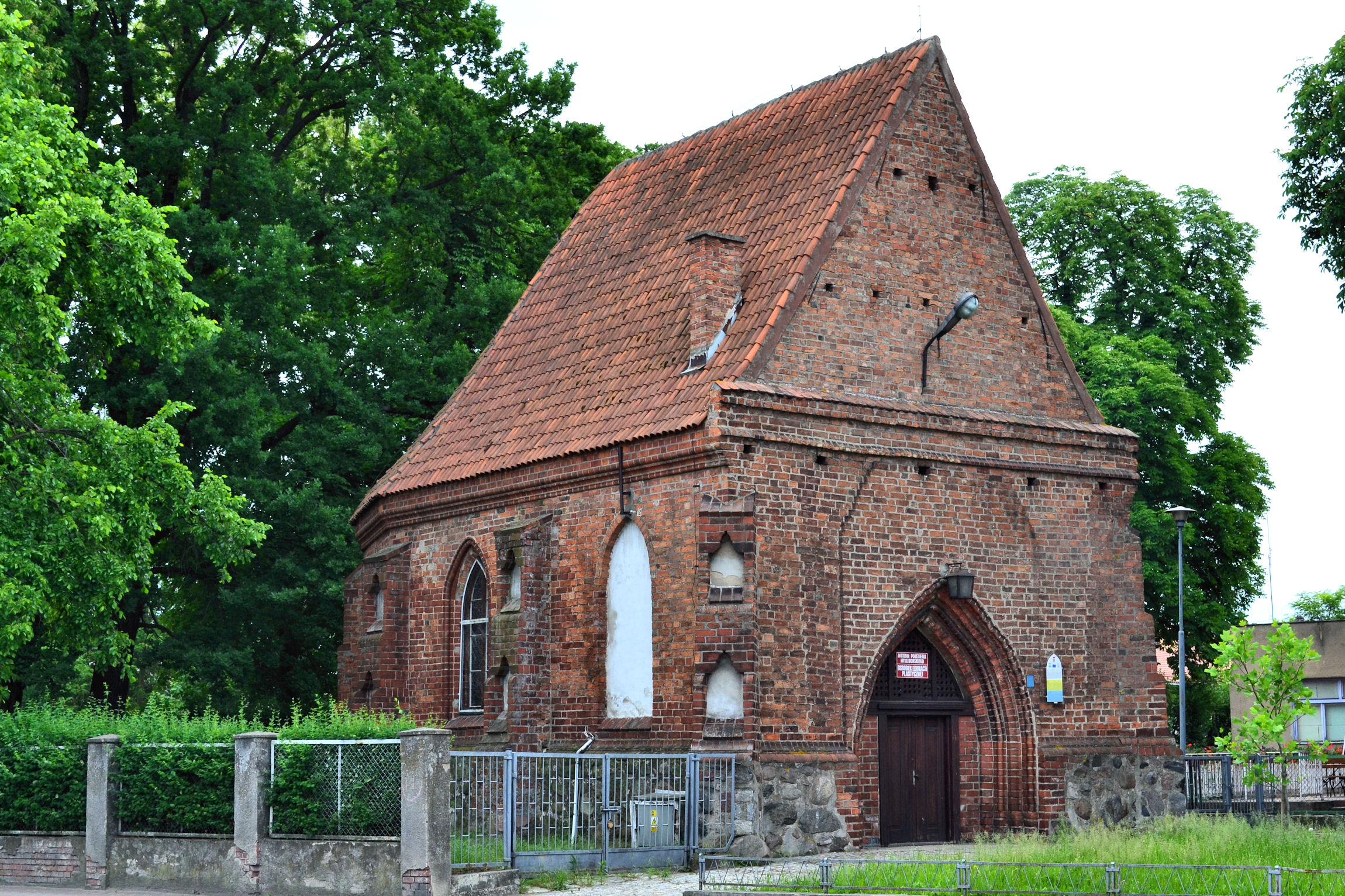
St.-Gertrud-Kapelle

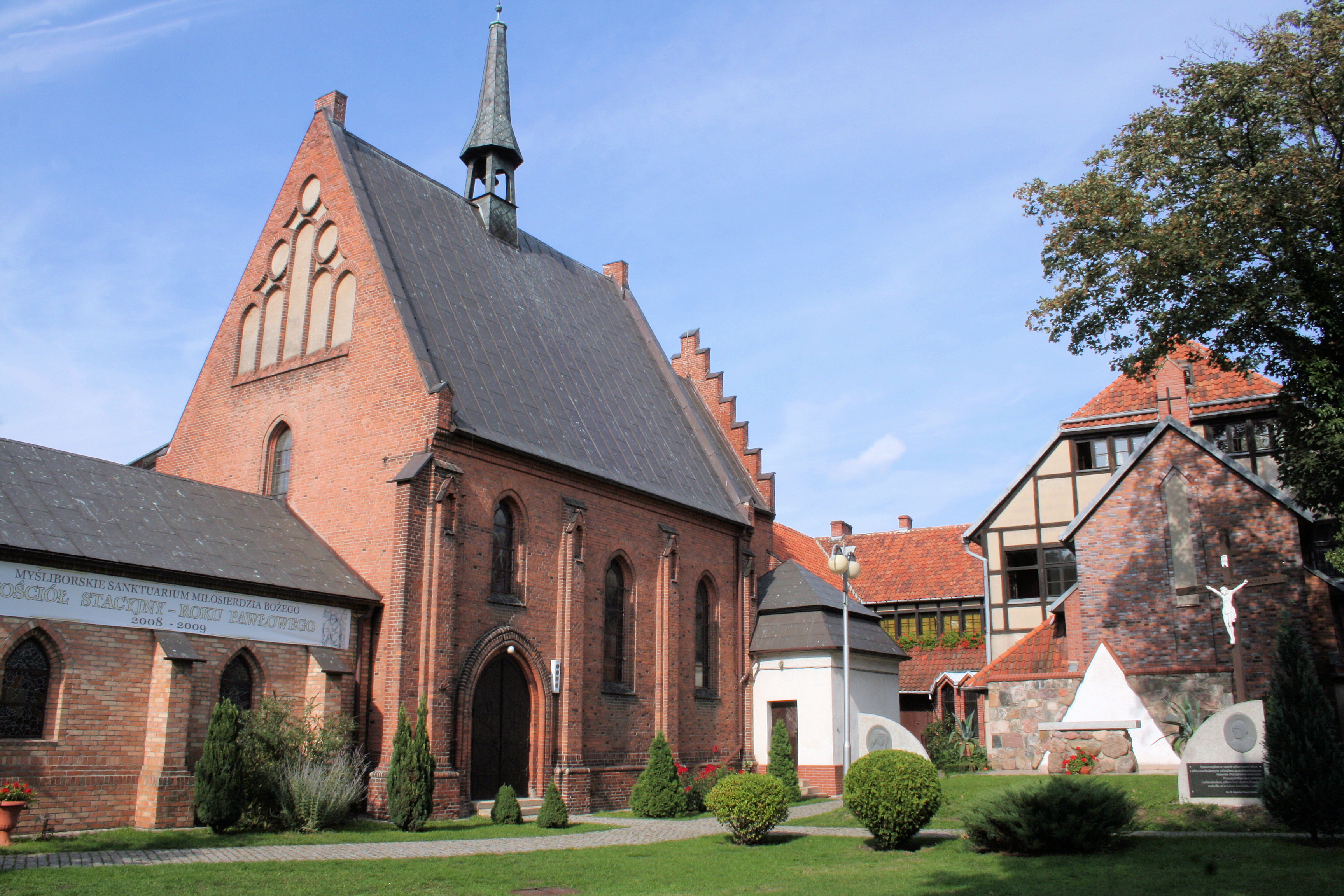
Heilig-Kreuz-Kirche

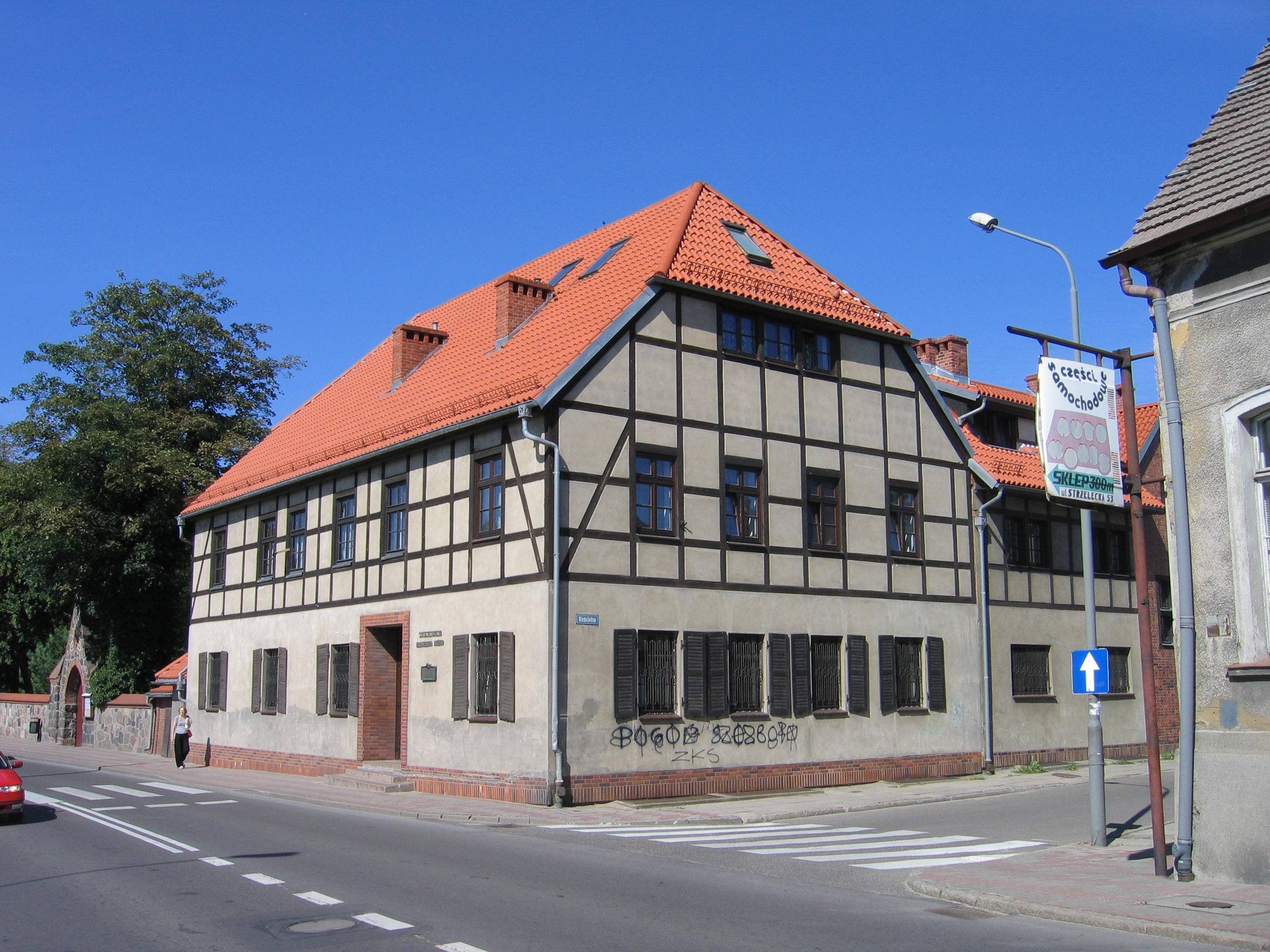
Fachwerkgebäude in der Bohaterow warszawy 77

Dort, wo später Soldin entstand, siedelten im 10. Jahrhundert Slawen, die am Seeufer eine Holzburg errichteten, die mit einem Wall und durch einen Graben geschützt wurde. Sie hatte bis in das 13. Jahrhundert Bestand, verfiel dann jedoch. Der 1215 gegründete Dominikanerorden richtete 1228 eine Unterkunft als Durchgangsstation für reisende Ordensbrüder in Soldin ein, und der Templerorden erwarb 1234 die Soldiner Burg. Sie verkauften die Burg bereits 27 Jahre später an die brandenburgischen Markgrafen Johann I. und Otto III. samt 300 Hufen Land am Fluss Miezel.
Die Propstei Zantoch wurde Soldin 1270 übereignet, und im Jahr darauf wurde erstmals eine Stadt Soldin urkundlich erwähnt. Nachdem die Dominikaner 1275 ein Kloster erbauten, hatte Soldin so an Bedeutung gewonnen, dass es zur Hauptstadt der Neumark wurde. An seinem Oberhof, dem u. a. die Gerichtsbarkeit von Bärwalde und Berlinchen unterstand, wurde nach dem strausbergischen Recht geurteilt.
Im Jahr 1309 verkauften die Markgrafen von Brandenburg im Vertrag von Soldin ihre Ansprüche am Herzogtum Pommerellen an den Deutschen Orden.
In der ersten Hälfte des 14. Jahrhunderts musste die Stadt Rückschläge hinnehmen. Zuerst kam 1311 eine Hungersnot über die Stadt, der ein Drittel der Einwohner zum Opfer fiel. Danach geriet die Stadt in die Auseinandersetzungen um den „Falschen Waldemar“, in deren Folge die Burg zerstört wurde. Die 1352 erteilten Marktrechte halfen, den Niedergang aufzuhalten, denn von da an waren die durchreisenden Händler gezwungen, ihre Waren in der Stadt anzubieten. Von 1355 an wurden regelmäßig Jahrmärkte abgehalten.
Im Jahr 1402 kam Soldin mit der gesamten Neumark in das Eigentum des Deutschen Ordens. Bei einem Hussitenüberfall im Jahre 1433 wurde Soldin zerstört. 1455 wurde die Neumark von dem brandenburgischen Kurfürst Friedrich II. zurückgekauft. Am 21. Januar 1466 schlossen hier Brandenburg und Pommern den Vertrag von Soldin über die brandenburgische Lehnshoheit über Pommern.
Das 16. Jahrhundert brachte der Stadt wenig Gutes. Als sich 1535 die Neumark von Brandenburg abspaltete, wurde der markgräfliche Hof von Soldin nach Küstrin verlegt. Vier Jahre später wurde die Stadt von einem Großfeuer vernichtet. Das Dominikanerkloster wurde im Zuge der Reformation geschlossen. Auch der Dreißigjährige Krieg hinterließ seine Spuren, 1627 nahmen 2500 kaiserliche Soldaten Quartier und richteten erhebliche Verwüstungen an. Zu dieser Zeit lebten etwa 2300 Menschen in der Stadt. Sie mussten erleben, wie 1655 ihre Stadt erneut einem Brand zum Opfer fiel. Erst zu Beginn des 18. Jahrhunderts konnte Soldin mit Hilfe des preußischen Königs wieder aufgebaut werden. Eine preußische Garnison wurde in die Stadt verlegt, und 1772 stellte Friedrich II. 50.000 Taler zum Bau neuer Wohnhäuser zur Verfügung. Zum Ende des 18. Jahrhunderts hatte Soldin 2700 Einwohner, die meisten waren Tuchmacher, Schuhmacher oder Ackerbürger.
Am industriellen Aufschwung des 19. Jahrhunderts hatte Soldin zunächst wenig Anteil, denn die modernen Verkehrswege verliefen abseits der Stadt. Erst 1848 war die Chaussee nach Küstrin fertiggestellt, und 40 Jahre später erfolgte der Anschluss an die Bahnlinie Stargard–Küstrin. Allerdings gewann Soldin an Bedeutung, als 1837 der Verwaltungssitz des Landkreises in die Stadt verlegt wurde. Vor allem unter der Ägide des Königlich Geheimen Rats und Landrats Karl Krummacher gelang es, wichtige Zentralitätsfunktionen für die junge Kreisstadt zu gewinnen. 1898 wurde ein Elektrizitätswerk errichtet und ein Jahr später wurde die öffentliche Wasserleitung verlegt.
Am Anfang des 20. Jahrhunderts hatte Soldin zwei evangelische Kirchen, eine katholische Kirche, eine Synagoge und war Sitz des Amtsgerichtes Soldin.
1912 wurde eine weitere Eisenbahnverbindung nach Landsberg geschaffen. Dem Ersten Weltkrieg fielen 170 Soldaten aus Soldin zum Opfer.
Bis 1945 gehörte die Stadt Soldin zum Kreis Soldin im Regierungsbezirk Frankfurt des Deutschen Reichs.
Gegen Ende des Zweiten Weltkriegs wurde die Stadt am 31. Januar 1945 von der Front überrollt und von der Roten Armee kampflos eingenommen. Nachdem ein Soldiner Bürger am 3. Februar 1945 einen Rotarmisten getötet hatte, nahm die Rote Armee zur Vergeltung 160 Männer aus Soldin als Geiseln, von denen 120 am 7. Februar 1945 erschossen und in einem Massengrab vor der Stadt verscharrt wurden. Nach der Entdeckung und Öffnung des Massengrabs 1995 erinnert heute ein Gedenkstein an dieses Kriegsverbrechen.
Bald nach der Besetzung durch die sowjetischen Truppen wurde Soldin unter Verwaltung der Volksrepublik Polen gestellt. Es begann die Zuwanderung von Polen, die zum Teil aus den Gebieten östlich der neuen polnischen Ostgrenze (Curzon-Linie) kamen. Die Stadt wurde in Myślibórz umbenannt, und in der Folgezeit wurde die einheimische Bevölkerung von der örtlichen polnischen Verwaltungsbehörde vertrieben und durch Polen ersetzt.

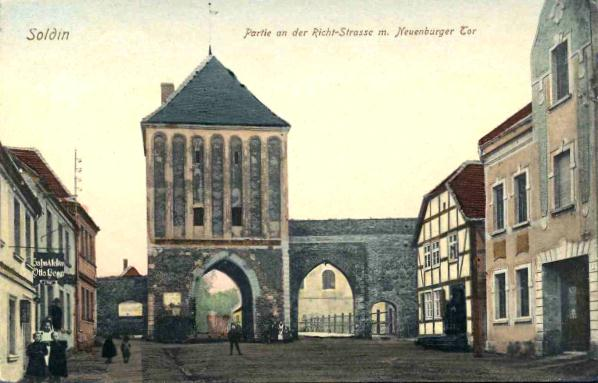
Neuenburger Tor um 1900
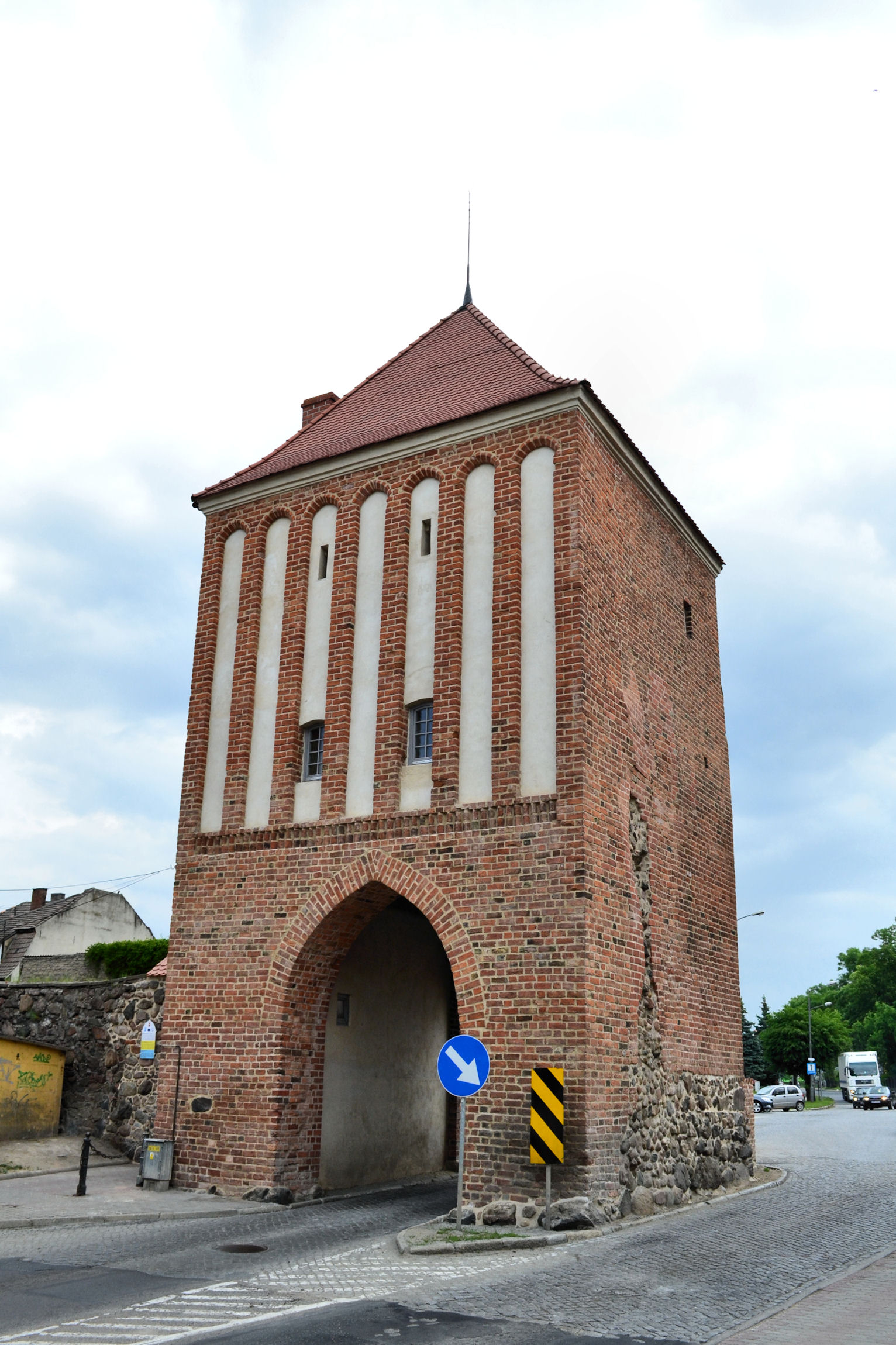
Neuenburger Tor heute
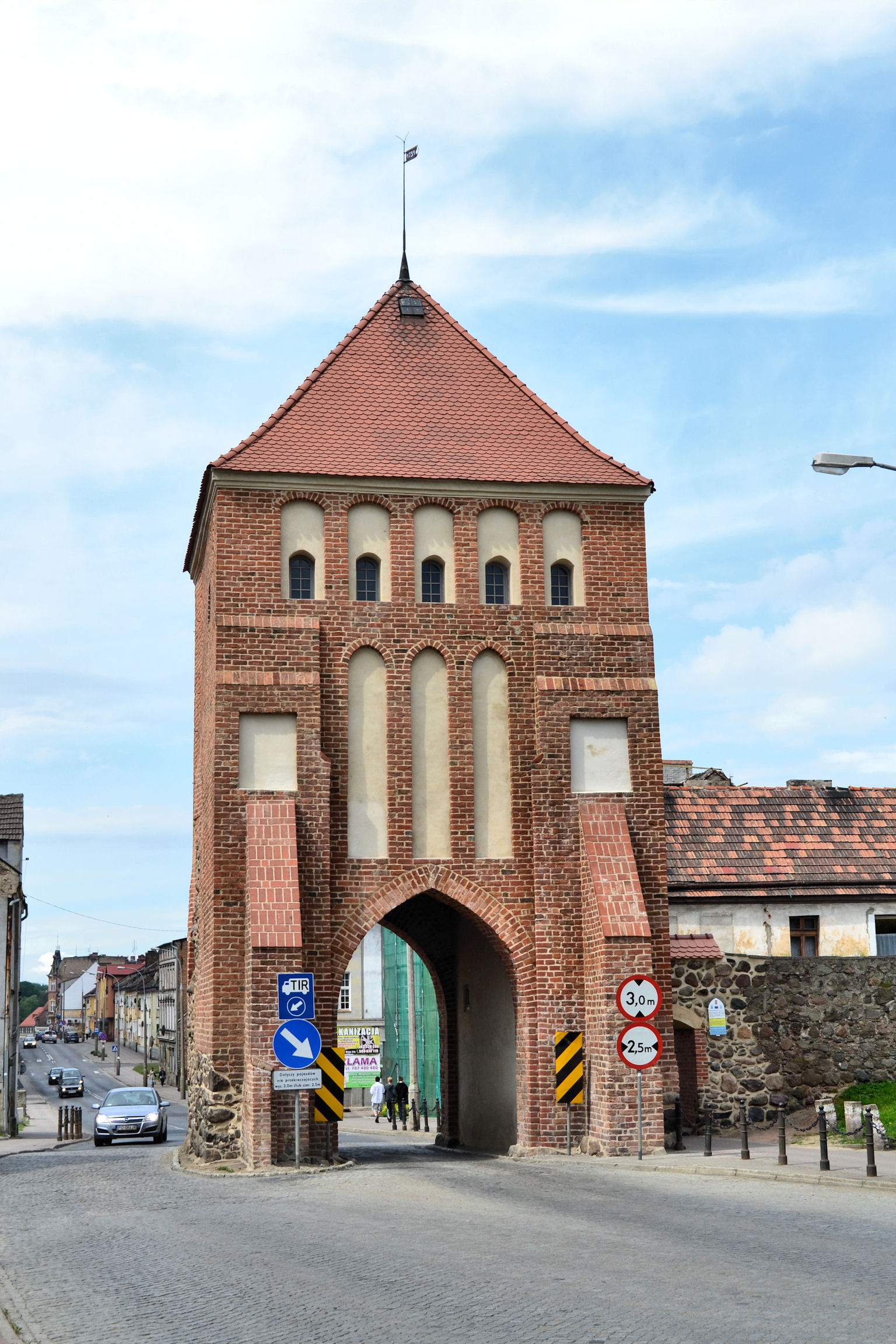
Neuenburger Tor, Rückseite
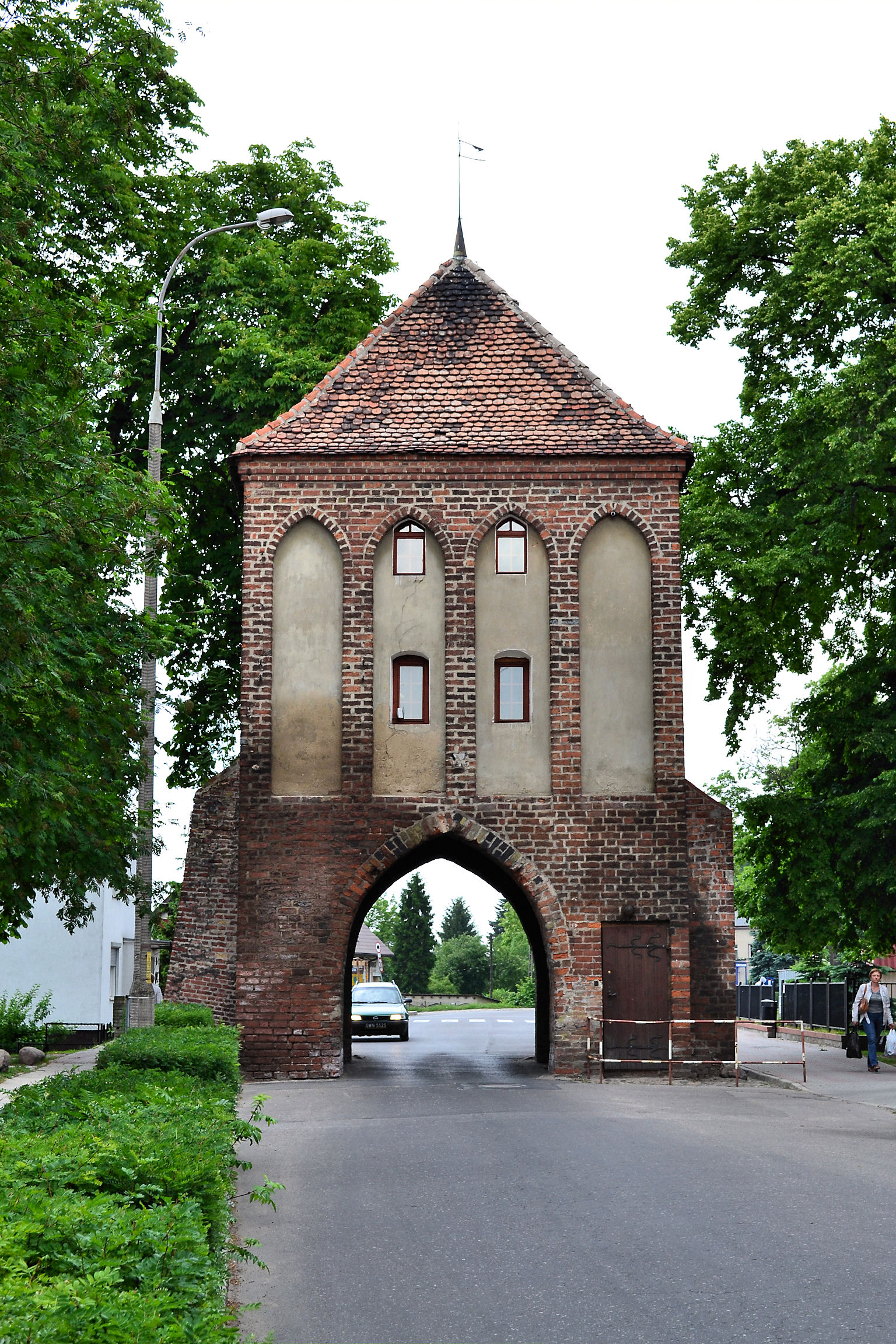
Pyritzer Tor
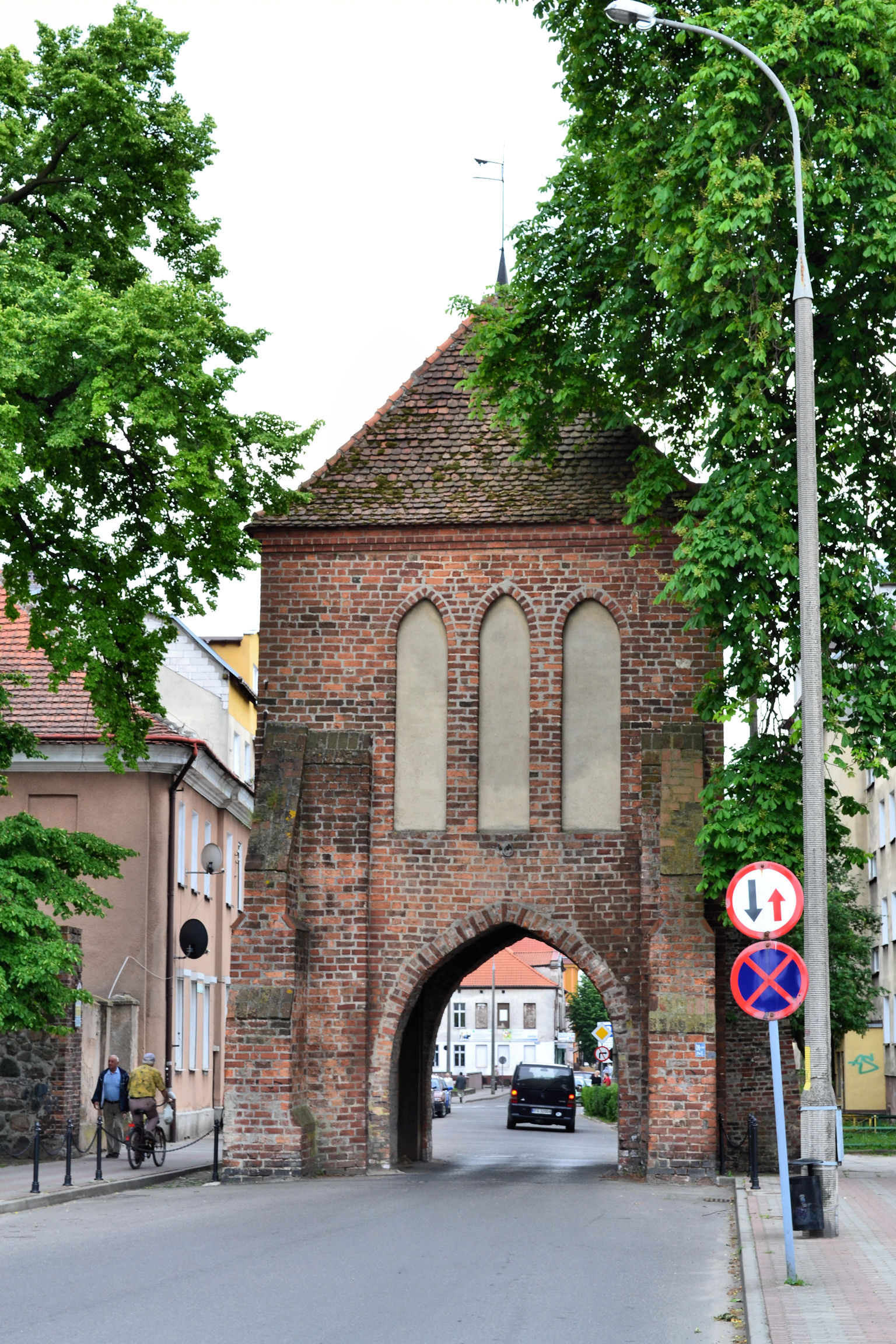
Pyritzer Tor, Rückseite
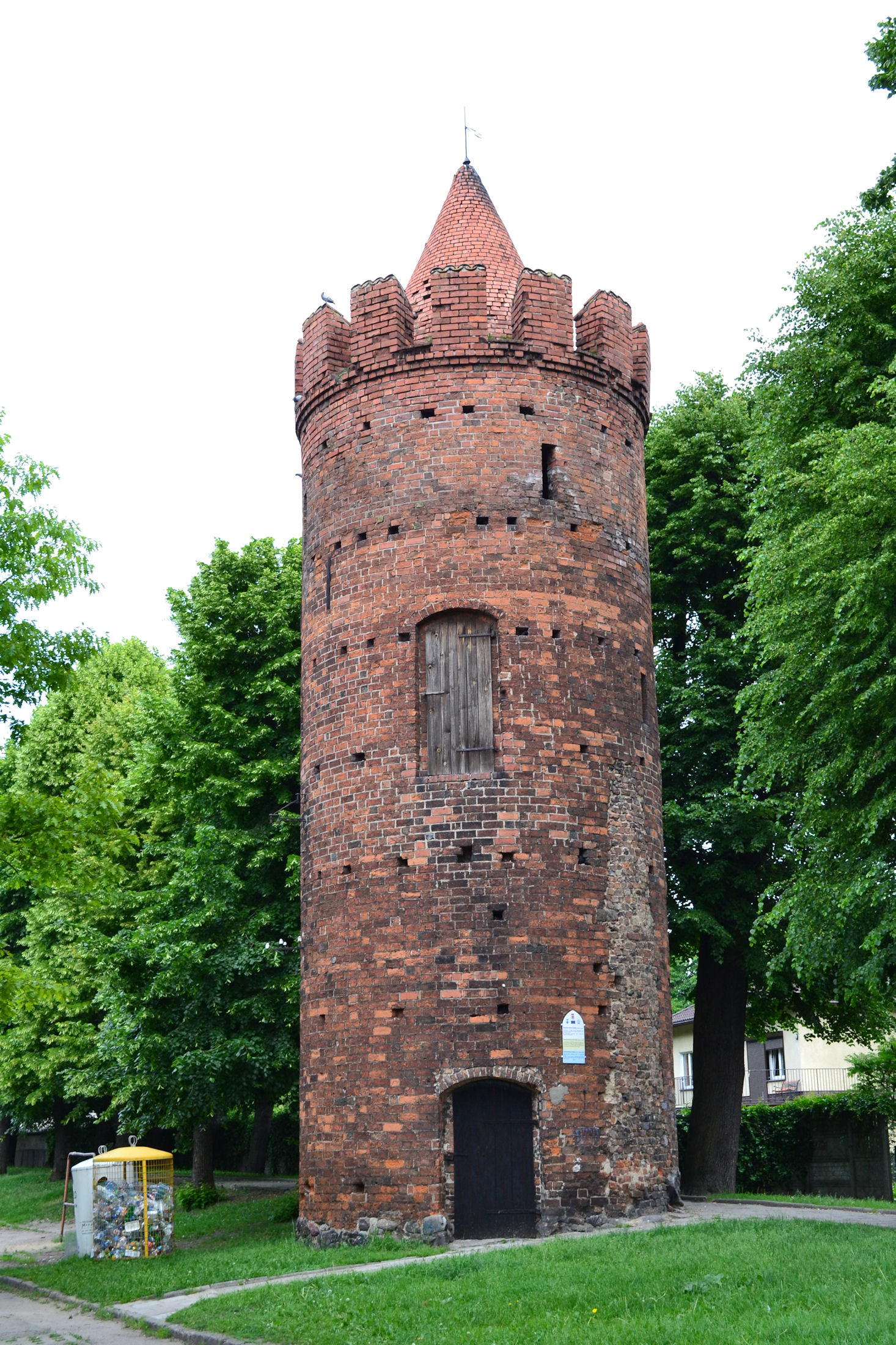
Pulverturm
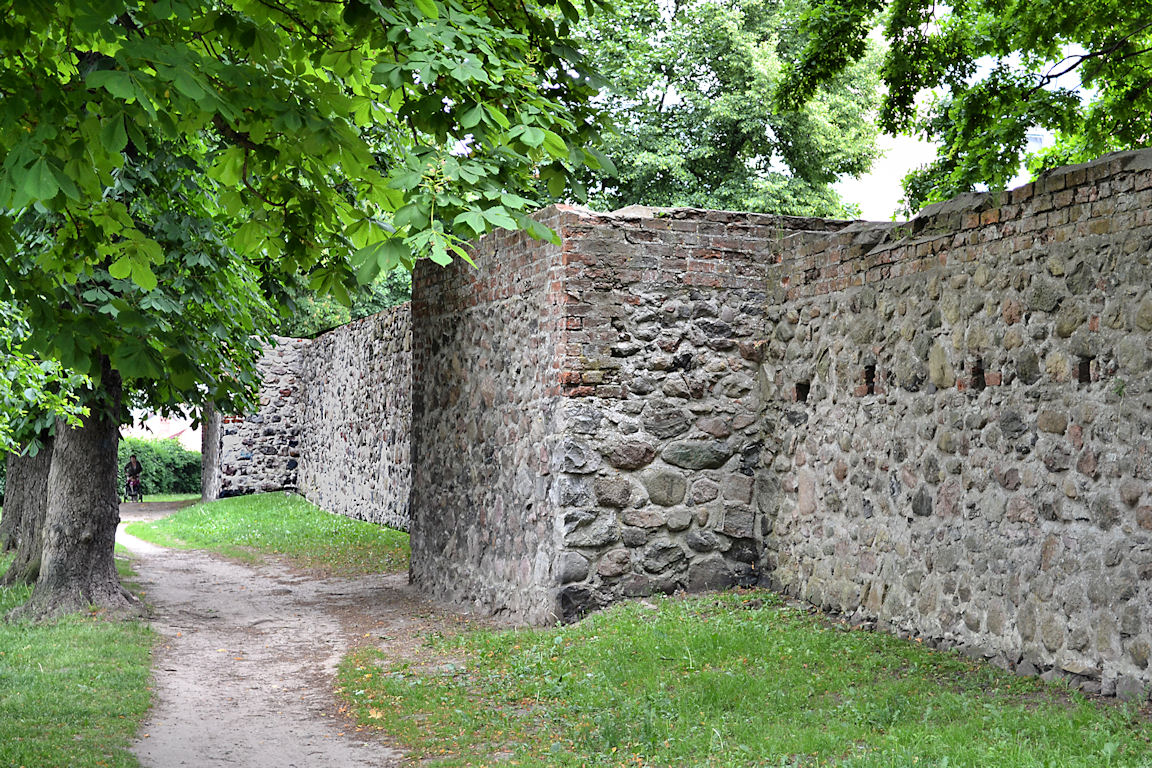
Stadtmauer

### Demographie
| Jahr | Einwohner | Anmerkungen                                                                                                |
| ---- | --------- | --- |
| 1722 | –         | 315 Häuser mit Ziegeldach (1719: 300 Häuser), acht Häuser mit Strohdach und 21 wüste Stellen               |
| 1750 | 2240      | [ 9 ] [ 10 ]                                                                                               |
| 1801 | 2686      | darunter fünf Judenfamilien mit 96 Individuen; 415 Häuser mit Ziegeldach, sieben Häuser mit Strohdach      |
| 1816 | 2991      | [ 11 ] |
| 1840 | 4812      | in 474 Wohngebäuden, mit St. Gertraudshof, Louisenthal, Schlegelsburg, Sophienstein, Wilhelmsburg          |
| 1855 | 5313      | darunter 29 Katholiken und 120 Juden                                                                       |
| 1867 | 5519      | am 3. Dezember                                                                                             |
| 1871 | 6143      | am 1. Dezember, darunter 5965 Evangelische, 92 Katholiken, zwei sonstige Christen, 82 Juden, zwei Sonstige |
| 1875 | 6295      | [ 14 ] |
| 1880 | 6167      | [ 14 ] |
| 1890 | 6261      | darunter 48 Katholiken und 97 Juden                                                                        |
| 1905 | 5704      | darunter 115 Katholiken und 70 Juden                                                                       |
| 1910 | 5565      | am 1. Dezember                                                                                             |
| 1933 | 6284      | [ 14 ] |
| 1939 | 6123      | [ 14 ] |

## Verkehr
Die Bahnlinie (Stargard Szczeciński –) Pyrzyce (Pyritz) – Küstrin verlief bis 2002 ebenso wie noch heute die Fernverkehrsstraße 26 von Krajnik Dolny (Nieder Kränig bei Schwedt/Oder) nach Renice (Rehnitz) durch die Stadt, während die Fernverkehrsstraße 3 sechs Kilometer östlich der Stadt vorbeiläuft. Die Fernverkehrsstraße 23 verbindet die Kreisstadt mit dem Südosten der Woiwodschaft Westpommern, wo sie bei Sarbinowo auf die Fernverkehrsstraße 31 Stettin – Słubice / Frankfurt (Oder) trifft.

## Sehenswürdigkeiten
- Reste der mittelalterlichen Stadtmauer mit den Stadttoren Neuenburger Tor (Brama Nowogródzka) und Pyritzer Tor (Brama Pyrzycka) sowie dem Pulverturm aus dem 13./14. Jahrhundert.
- Die Stadtpfarrkirche St. Johannes der Täufer ist eine dreischiffige backsteingotische Hallenkirche aus dem 14. Jahrhundert. Die untere Hälfte des wuchtigen Frontturms mit hohem Nadelhelm ist frühgotisch und wurde im 13. Jahrhundert aus Feldsteinen gemauert
- Das klassizistische Rathaus von 1772 am Marktplatz
- Das ehemalige gotische Dominikanerkloster
- In der seit der Reformation profanierten gotischen Heiliggeistkapelle aus dem 14. Jahrhundert ist das Regionalmuseum der Soldiner Seenplatte (Muzeum Pojezierza Myśliborskiego) untergebracht.
- Die Gertrudenkapelle (Kaplica św. Gertrudy) wurde Mitte des 15. Jahrhunderts als Hospitalkapelle mit Friedhof abseits der Stadtmauer vor dem Neuenburger Tor errichtet, ging in der Reformationszeit gemeinsam mit dem St.-Gertrud-Hospital in städtischen Besitz über, wurde ab 1770 wieder für Gottesdienste genutzt und 1911/12 erneuert. Sie diente zu Nebengottesdiensten und als Begräbniskapelle. Der Bautyp entspricht dem der Gertraudenkapelle in Ośno Lubuskie (deutsch Drossen).[16][17]
 Der Skwer Dariusa i Girenasa (Darius-und-Girénas-Platz), an dem die Kapelle steht, trägt seinen Namen zu Ehren der beiden litauischen Luftfahrtpioniere Steponas Darius (1896–1933) und Stasys Girénas (1893–1933), deren Maschine nach einer gelungenen nonstop Atlantiküberquerung vor Erreichen des litauischen Zielflughafens Kaunas in der Nacht vom 16. auf den 17. Juli 1933 um 0:36 Uhr in 9 km Entfernung von Soldin über dem Gemeindegebiet von Kuhdamm (heute Pszczelnik) abstürzte. Ihre vorübergehend in der Gertrudenkapelle aufgebahrten Särge blieben dort bis zu ihrer Überführung nach Litauen am 19. Juli.[18]
- Heilig-Kreuz-Kirche, neugotischer Backsteinbau, errichtet von 1905 bis 1907

Altes Stadtwappen
Ehemaliges polnisches Stadtwappen

## Städtepartnerschaften
Partnerstädte von Myślibórz sind
- Kaunas (Litauen), seit 1996
- Soltau (Deutschland, Niedersachsen),[20] seit 1997
- Neuhardenberg (Deutschland, Brandenburg), seit 2004

## Sonstiges
Der Soldiner Kiez im Berliner Ortsteil Gesundbrunnen wurde nach der quer durch ihn verlaufenden Soldiner Straße benannt.
Um einen großen Findling der Umgebung (Naturdenkmal Klickstein in der Nähe der Ortschaft Rostin) rankt sich die Klickstein-Sage.

## Gemeinde
Die Stadt-und-Land-Gemeinde gliedert sich in den namensgebenden Hauptort, die Stadt Myślibórz, sowie 26 weitere Ortschaften mit Schulzenamt (Sołectwa) (kursiv = ehemalige deutsche Namen):
Czółnów (Zollen), Dalsze (Woltersdorf), Dąbrowa (Eichwerder), Derczewo (Dertzow), Głazów (Glasow), Golenice (Schildberg), Gryżyno (Griesenfelde), Kierzków (Kerkow), Kolonia Myśliborzyce, Kruszwin (Simonsdorf), Listomie (Wilhelmsburg), Ławy (Brügge), Myśliborzyce (Mietzelfelde), Nawrocko (Liebenfelde), Otanów (Wuthenow), Pniów (Pinnow), Prądnik (Hauswerder), Pszczelnik (Kuhdamm), Renice (Rehnitz), Rościn (Rostin), Rów (Rufen), Sitno (Hohenziethen), Sulimierz (Adamsdorf), Wierzbnica (Werblitz), Wierzbówek (Gut Werblitz) und Zgoda (Louisenthal)
Dazu gehören weitere Ortschaften (Miejscowości niesołeckie) (kursiv = ehemalige deutsche Namen):
- Bierzwnik (Jägerswalde)
- Bucznik (Buchheide)
- Chełmsko (Gollmütz)
- Chłopowo (Herrendorf)
- Chłopówko
- Czeczewo
- Czerników (Zernickow)
- Czyżykowo (Augustenhof)
- Dąbrowa (Eichwerder)
- Dzierzgów (Ernestinenhof)
- Golczew (Golzow)
- Golenicki Młyn
- Grządziele
- Iłowo (Ihlowshof)
- Janno (Winkel)
- Jarużyn
- Jezierzyce (Karlshof)
- Jezierzyska (Robertshof)
- Jeziorzyce
- Klicko (Schlegelsburg)
- Kostno (Louisenhof)
- Krężel (Lindehof)
- Krusze (Krauseiche)
- Lichoca (Klein Mietzelmühle)
- Lipie
- Mączlino (Marienau)
- Mirawno (Marienhöhe)
- Nawojczyn
- Niesłusz
- Odolanów (Adamsdorfer Feld)
- Osmolino (Birkenhain)
- Pacynowo (Ahrensburg)
- Pluty
- Płośno
- Podławie
- Podłążek (Reinholdshof)
- Przymiarki
- Rokicienko
- Rościnko
- Sądkowo (Schragenhof)
- Sarbinowo
- Sicienko (Klein Profitchen)
- Sobienice
- Straszyn
- Strzelnik
- Szypuły (Rosenort)
- Tarnowo (Justinenhof)
- Tchórzynek
- Turzyniec
- Utonie (Thonfeld)
- Wrzelewo
- Wydmuchy
- Zarzecze
- Zgnilec

## Persönlichkeiten

### Söhne und Töchter der Stadt
- Johann Caspar Hindersin (* 19. April 1667; † 1738) – preußischer Baumeister
- Friedrich Wilhelm von Dossow (* 17. Dezember 1669; † 28. März 1758) – preußischer Generalfeldmarschall
- Christoph Theodosius Walther (* 20. Dezember 1699; † 29. April 1741) – pietistischer Prediger, Philologe und Missionar
- Gustav Adolf von Strantz (* 2. März 1784; † 14. August 1865) – preußischer Generalleutnant
- Carl Wilhelm von Bötticher (* 26. August 1791; † 27. August 1868) – Richter und Verwaltungsjurist
- August Piepenhagen (* 2. August 1791; † 27. September 1868) – Landschaftsmaler
- Daniel Lessmann (* 18. Januar 1794; † 2. September 1831) – Historiker und Dichter
- Hermann Kennemann (* 4. Januar 1815; † 11. April 1910) – Großgrundbesitzer und Landesökonomierat
- Carl Julius Adolph Kuhlmay (* 25. März 1830; † 17. Dezember 1868) – Advokat und einer der Initiatoren des organisierten Seenotrettungswesens in Deutschland
- Friedrich Ohnesorge (* 13. September 1834; † 2. Juni 1915) – deutscher Lehrer und Heimatforscher
- Heino Schmieden (* 15. Mai 1835; † 7. September 1913) – Architekt
- Emil von Schenckendorff (* 21. Mai 1837; † 1. März 1915) – preußischer Reformpädagoge, Politiker (NLP) und MdPrA
- Ernst Mylius (* 15. März 1846; † 17. Januar 1929) – deutscher Apotheker
- Max Fesca (* 31. März 1846; † 31. Oktober 1917) – Bodenkundler und Pflanzenbauwissenschaftler
- Albert Vater (* 17. März 1859; † 7. Februar 1923) – Politiker
- Georg Miethe (* 24. März 1863; † 8. Januar 1939) – Oberbürgermeister und Ehrenbürger von Gleiwitz
- Max Pagel (* 19. September 1863; † 13. November 1943) – Direktor der Deutsches Präzisions-Kettenwerk AG[21]
- Konrad Schliephacke (* 2. Mai 1879; † 3. April 1940) – Politiker (Nationalsozialistische Freiheitspartei)
- Hans Knospe (* 3. August 1899; † 14. April 1999) – Fotograf
- Fritz Leese (* 6. März 1909; † 19. Oktober 2004) – Puppenspieler und Figurentheaterleiter
- Ursula Madrasch-Groschopp (* 15. Juli 1916; † 5. Februar 2004) – deutsche Publizistin
- Wolfgang E. Struck (* 16. Februar 1920; † 14. Februar 1989) – Regisseur und Intendant
- Hildegard Grunert (* 20. Juni 1920; † 24. April 2013) – Malerin und Keramikerin
- Otto Höhne (30. Juli 1926; † 28. April 2024) – Sportfunktionär
- Ursula Voß (* 7. März 1926) – deutsche Schauspielerin bei Bühne und Film.
- Jörg Lüderitz (* 9. Januar 1935; † 31. August 2024) – Buchhändler und Autor
- Gisela Kallenbach (* 28. März 1944) – Europaabgeordnete für Bündnis 90/Die Grünen

### Ehrenbürger
- Wolfgang Buhr (* 27. Mai 1932; † 29. September 2016) – deutscher Politiker, für sein langjähriges Engagement in der Städtepartnerschaft mit Soltau

### Geboren in der Landgemeinde
- Martin Gensichen (* 10. November 1842 in Dertzow; † 1927) – lutherischer Theologe
- Louis Ferdinand Prinz von Preußen (* 25. August 1944 in Golzow; † 11. Juli 1977 in Bremen) – ein Urenkel des letzten Deutschen Kaisers Wilhelm II.